# Ixora lanceolaria
Ixora lanceolaria är en måreväxtart som beskrevs av Henry Thomas Colebrooke. Ixora lanceolaria ingår i släktet Ixora och familjen måreväxter. Inga underarter finns listade i Catalogue of Life.